# Xã Rockford, Quận Perkins, Nam Dakota
Xã Rockford (tiếng Anh: Rockford Township) là một xã thuộc quận Perkins, tiểu bang Nam Dakota, Hoa Kỳ. Năm 2010, dân số của xã này là 21 người.